# Poética (Aristóteles)

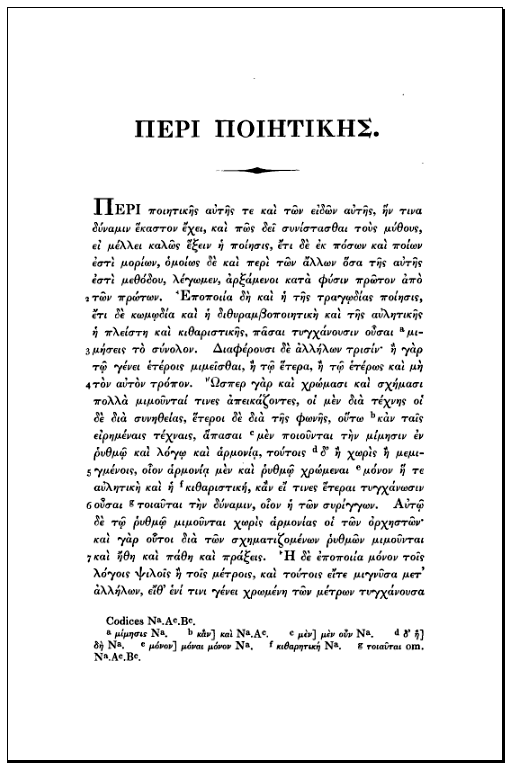
Primeira página de A Poética (Aristóteles)

A Poética (em grego antigo: Περὶ ποιητικῆς; em latim: poiétikés), provavelmente registrada entre os anos 335 a.C. e 323 a.C. (Eudoro de Souza, 1993, pg. 8), é um conjunto de anotações das aulas de Aristóteles sobre o tema da poesia e da arte em sua época, pertencentes aos seus alunos escritores (para serem transmitidos oralmente aos seus alunos) ou esotéricos (textos para iniciados).
Estes cadernos de anotações eram destinados às aulas do Liceu e serviam de guia para o mestre e investigador Aristóteles, anotações esquemáticas destinadas a serem desenvolvidas em suas aulas e não para serem conhecidas através da leitura. Praticamente tudo que se conservou de Aristóteles faz parte das obras acroamáticas. É o primeiro escrito conhecido que procura especificamente analisar determinadas formas da arte e da literatura, também um registro limitado de como era a arte grega em seu tempo. A Poética, "não é apenas a primeira teoria do Teatro ocidental; trata-se de um livro que influenciou essa arte ao longo de sua história e que ainda ecoa".
O historiador Marvin Carlson afirma que "embora a Poética de Aristóteles seja reconhecida por sua importância crítica em toda cultura ocidental, tudo, em cada detalhe deste trabalho levanta opiniões divergentes (Carlson 1993, 16)". Constitui-se como um pensamento ou "teoria sobre a Tragédia", como o define Eudoro de Souza (1993, pg. 8).

## Significados dePoética
Valentín García Yebra comenta a tradução de ποιητική, termo central na obra que ele próprio traduz como poética: «As opiniões se dividem sobre a tradução de ποιητική: "poesia" ou "(arte) poética"», qual seria o adequado?
Yebra destaca a opinião do tradutor inglês G. F. Else que o traduz como «Art of poetic composition» ("arte da composição poética"). A opinião de Else é que não poderia ser apenas "arte da poesia" pois «pela reflexão de Aristóteles, a poiétiké, "arte poética", é concebida ativamente; poiésis, o processo real de composição... é a ativação, a encenação da obra da poiétiké. (...) Temos que recordar, segue Else, que as palavras poiétiké e poiésis, o mesmo que poiétés, "poeta", se formam diretamente sobre poiein, "fazer". «Ao grego antigo, seu idioma sempre o recordava que o poeta é um fazedor..». 
García Yebra encerra esta nota justificando sua escolha por Poética em sua tradução: «Não obstante creio que ποιητική deve ser traduzido por «poética», que, substantivado, tem basicamente o sentido ativo: «arte da composição poética», e não exclui o outro, de certo modo passivo, «estudo dos resultados de tal arte». (García Yebra 1992, pg. 244).

## Principais conceitos abordados
- Mimesis ou "imitação", "representação".
- Catarse ou "purgação", "purificação", "esclarecimento".
- Peripeteia ou "reversão".
- Anagnorisis ou "reconhecimento", "identificação".
- Hamartia ou "erro de cálculo" (entendida no Romantismo como "falha trágica").
- Mythos ou "roteiro", "argumento".
- Ethos ou "caráter".
- Dianoia ou "pensamento", "tema".
- Lexis ou "retórica", "fala".
- Melos ou "melodia", "música".
- Opsis ou "espetáculo".

## Momento histórico
No ano de 343 a.C., chamado por Filipe II, rei da Macedônia, Aristóteles torna-se preceptor de seu filho Alexandre, futuro sucessor do reino, função que exerceu até 336 a.C., quando Alexandre sobe ao trono.
As anotações da Poética são produzidas na fase final da vida de Aristóteles, quando este muda-se para Atenas, aos quarenta e nove anos. Lá funda sua escola, o Liceu, ao redor de 334 a.C., localizada no templo de Apolo Liceu (Likeios, referência ao local do templo). Entretanto, em 323 a.C., com a morte de Alexandre, o Grande, Aristóteles tem que fugir de Atenas, perseguido por suas ligações com o monarca macedônio, vindo a falecer no ano seguinte.

## Registros antigos
Um dos mais antigos códices (obras manuscritas em formato de livro, ao contrários dos papiros e pergaminhos, que eram feitos em formato de rolos) encontrados contendo o texto escrito da Poética é o Codex Parisinus 1741 (manuscrito disponível para consulta pública e gratuita no link ), escrito ao final do século X ou em princípios do século XI. A obra divide-se em duas partes: a primeira apresenta o conceito de poesia como imitação de ações. A segunda, a mais extensa, estuda a tragédia, uma das espécies ou gêneros da poesia dramática, e faz comparação com a poesia lírica e a narrativa epopeia.

## Desfiguração daPoética
A Poética, como obra fundamental do pensamento estético, com seus mais de dois mil anos de existência, sofre desde o Renascimento italiano uma série de distorções, acompanhada pelas disputas onde se insere em cada tempo histórico.
Uma delas quando a pintura e a escultura passam a ser consideradas como belas artes, passando a ter um status social equivalente ao das artes poéticas. Assim tudo o que Aristóteles levantava como discussão para as artes literárias de seu tempo, especificamente à poesia e à tragédia, começou a ser generalizado e aplicado à reflexão das demais artes, inclusive as artes plásticas, que não estavam no escopo original do filósofo, gerando uma série de distorções.
A Poética passa a ser tratada como um cânone que determinava estilos que deveriam ser seguidos ou combatidos por várias correntes estéticas. Os mais conhecidos são os de inspiração clássica: classicismos e neoclassicismos diversos usaram algumas das análises do professor grego para determinar leis obrigatórias de composição para a arte em seu tempo, como as unidades de tempo, ação e lugar.
Por outro lado, oponentes de algumas destas regras começaram a entender o pensamento do filósofo grego pela via destes leitores. Os textos teóricos de Bertolt Brecht e a teoria pós dramática, por exemplo, fundamentam seus principais argumentos estéticos não nas escritas do autor grego, mas nos cânones levantados através dos séculos por seus leitores. Assim são as criticas ao naturalismo ou ao figurativismo ou a obrigatoriedade das unidades (de tempo, de lugar e de ação) na dramaturgia.

## A superioridade da tragédia e do espetáculo
Ao final da Poética, após longa análise, Aristóteles destaca a superioridade da tragédia frente aos outros gêneros, a épica e a poesia lírica [1462ª]. Vejamos sua afirmação em diferentes traduções:
A tradução de Eudoro de Souza afirma:
| “ | (183). Mas a tragédia é superior porque contém todos os elementos da epopeia (chega até a servir-se do metro épico), e demais, o que não é pouco, a melopeia e o espetáculo cênico, que acrescem a intensidade dos prazeres que lhe são próprios. Possui, ainda, grande evidência representativa, quer na leitura, que na cena; (...) (184). Por consequência, se a tragédia é superior por todas estas vantagens e porque melhor consegue o efeito específico da arte (...) é claro que supera a epopeia e, melhor que esta, atinge sua finalidade. (Aristóteles, Poética. Trad Eudoro de Souza) | ” |

A tradução inglesa de S. H. Butcher também destaca: 
A Tragedia, como a poesia Épica, produz seu efeito mesmo sem ação; revela seu poder sem ação; pela mera leitura. Assim em todos os aspectos é superior (…) porque tem os elementos épicos (...) com a música e os efeitos espetaculares como um importante acessório, o que produz um dos mais vívidos prazeres.  Além do mais, traz uma impressão vívida tanto na leitura como na representação (...) Assim a Tragédia é superior a Épica em todos estes aspectos, e, além do mais, preenche sua função específica melhor como arte (...) atingindo seus fins perfeitamente.

## Traduções daPoética
Em 1779 ocorreu a primeira tradução anônima feita da Poética para o português. Em 1789, foi publicada a tradução de Ricardo Raimundo Nogueira, feita do grego para o português (Lisboa: Régia Oficina Tipográfica). Depois disso, seguiram-na a de Eudoro de Souza (1951) e a de Jaime Bruna (1990).
Podem ser citadas, como traduções ao português da Poética de Aristóteles, feitas pelo Professor Eudoro de Souza:
- 1951 (Lisboa: Guimarães), com introdução e índices.
- 1966 (Porto Alegre: Globo), com prefácio, introdução, comentário e apêndices.
- 1973 (São Paulo: Abril), na primeira versão, coleção Os Pensadores, glossário.
- 1986 (Lisboa: Imprensa nacional/Casa da moeda), com prefácio, introdução, comentário e apêndices.
- 1992 (São Paulo: Ars Poetica). Original grego e tradução.

Em 2006, foram elaboradas no Brasil duas dissertações de mestrado consistentes em traduções da Poética do grego para o português. A primeira delas, em 29 de agosto de 2006, no Instituto de Estudos da Linguagem da UNICAMP, por Alessandro Barriviera, orientado por Trajano Vieira. A segunda, em 11 de julho de 2006, na Faculdade de Filosofia, Ciências e Letras da Universidade de São Paulo, por Fernando Maciel Gazoni, orientado por Marco Zingano. Esta última não traduz os capítulos 19 a 22 da obra. A tradução de Antonio Mattoso e Antônio Queirós Campos é marcada pela atenção à letra e à sintaxe do texto grego.
Em 2011 surge nova tradução direta do grego: Poética. Tradução, textos complementares e notas de Edson BINI. São Paulo: Edipro, 2011. ISBN 9788572837590
Em 2015 foi lançada a edição bilingue, com tradução direta do grego feita pelo Professor Paulo Pinheiro. ISBN 978-85-7326-605-4

## Artigos sobre
em espanhol
- Considerações sobre a Poética - Universidade de Valência in Sobre Poética (Perì poietikés)
- La Poética de todos los siglos; Clarín.com, sábado 22.01.2005, Revista.
- Báez, Fernando; Los escritos perdidos de Aristóteles.
- «Dice Aristóteles»: la reescritura de la Poética en los Siglos de Oro por Luis Sánchez Laílla.
- Vega Rodríguez, Margarita; Metáforas de interacción en Aristóteles
- Fernández Tresguerres, Alfonso; De arte poética, La poesía como juego y otras divagaciones estéticas.

inglês
- Aristotle's Poetics. Professor Malcolm Heath, recursos sobre a Poética (Univ of Leeds).
- Fraticola, Paola L.; La postura Aristotélica. Recopilación de contenidos del libro "Estética, historia y fundamentos", Monroe C. Beardsley, John.
- A crítica dramatica italiana do Renascimento -  in Barrett H. Clark. European Theories of the Drama. Cincinnati: Stewart & Kidd Company, 1918.